# 齊體物
齊體物（？—？），號誠菴，漢軍正黃旗人，清朝官員。

## 生平
康熙十五年（1676年）考取進士。康熙三十年（1691年）由福建漳州海防同知調往台灣擔任海防捕盜同知，康熙三十三年（1694年）昇任台灣府知府。